# Buhócs
Buhócs (románul: Buhoci) település Romániában, Moldvában, Bákó megyében.

## Fekvése
Bákótól keletre, a Szeret partján fekvő település.

## Története
Buhócs az 1700-as években, valószínűleg a Kalugyerpatakáról kirajzott lakosokból alakult.
Nevét 1792-ben említette először oklevél Bogitsche néven. Bogitschén ekkor 26 házat számoltak össze, amelyben 4 család lakott.
1844-es adatok alapján ekkor még  a település valamennyi lakosa magyarul beszélt.
1899-ben 250 lakosa volt, 1930-ban pedig 287 lakost számoltak itt össze.

## Nevezetességek
- Római katolikus templomát 1850-ben építették.

## Híres lakosai
- Ioan Borcea (1897-1936) zoológus, a RTA. tagja.